# 盧卡斯·巴禾
盧卡斯·巴禾（法語：Lucas Bravo，1988年3月26日—），法國男演員、模特兒，在Netflix劇集《艾蜜莉在巴黎》中飾廚師Gabriel所為人認識。他的父親為退役足球員丹尼爾·巴禾，母親是位歌手。

## 演出作品
電視劇
- 艾蜜莉在巴黎

電影
- 哈里斯夫人去巴黎
- 幸福入場券